# Trematodon mayottensis
Trematodon mayottensis är en bladmossart som beskrevs av Bescherelle 1885. Trematodon mayottensis ingår i släktet tranmossor, och familjen Bruchiaceae. Inga underarter finns listade i Catalogue of Life.